# دیوید چارلز آبل
دیوید چارلز آبل (انگلیسی: David Charles Abell؛ زادهٔ ۱۹۵۸) رهبر موسیقی و نوازنده چند ساز اهل ایالات متحده آمریکا است. وی در زمینهٔ موسیقی ارکستر، اپرا، و تئاتر موزیکال فعال است. آبل یکی از آخرین موسیقیدانان تحت هدایت لئونارد برنستاین بود و در دهه ۱۹۸۰ با برنستاین در بسیاری از آثارش همکاری داشت. وی از سال ۱۹۸۲ میلادی تاکنون مشغول فعالیت بوده‌است. از سال ۲۰۱۷، آبل ساکن لندن است.